# ナナ・ビーンズ
ナナ・ビーンズ（NANA BEANS）は、山形県山形市七日町にある複合商業施設である。

## 概要
2000年に閉店した山形松坂屋跡に当時の山形市長であった吉村和夫を中心に再開発し、2002年に開業。8階建てのビルである。
開業当初は飲食店、公共テナントなどが点在した複合施設であり、2010年までは1階に食品売場も入居していた。かつてはモンテディオ山形のアウェイ戦のパブリックビューイングなどを行うスポーツプラザ21なども存在した。ショッピングフロアはかつて3階まで展開していたが、現在は1階のみの営業である。2010年代より山形市都市振興公社による公的施設が入り、その後はホテルを中心とした建物へと変わっていった。
2015年にはビルの建物を2分割に切断するという日本初の工法での耐震化を実施している。